# Dia Internacional do Nascituro

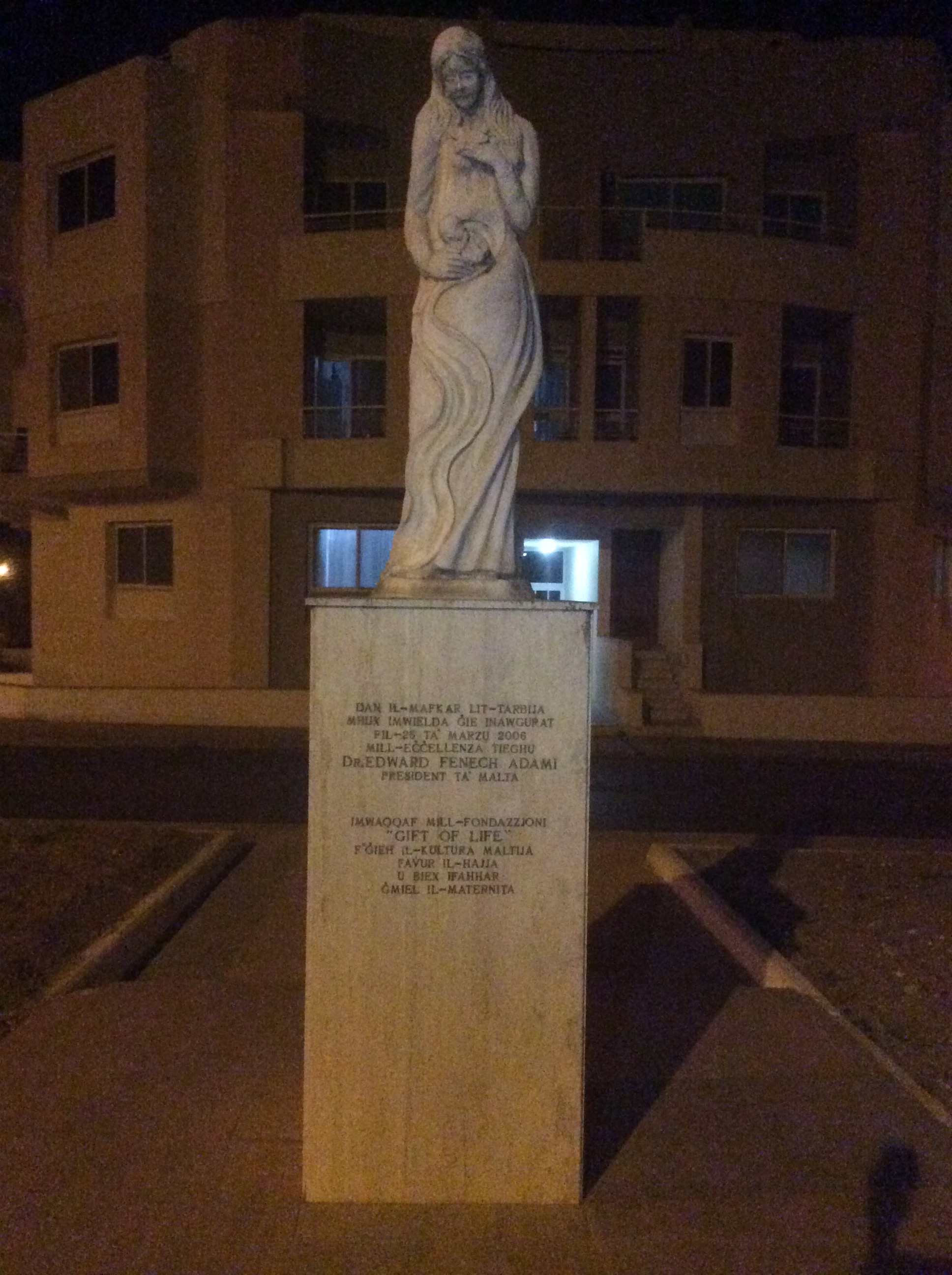
⠀⠀⠀⠀⠀⠀

O Dia Internacional do Nascituro é comemorado em 25 de março. Foi estabelecido pelo Papa João Paulo II para coincidir com a Festa da Anunciação. João Paulo II viu o dia como “uma opção positiva em favor da vida e a difusão de uma cultura pela vida que garanta o respeito pela dignidade humana em todas as situações”.

## História
Em 1993, El Salvador se tornou a primeira nação a comemorar oficialmente o que foi chamado de Dia do Direito de Nascer. Posteriormente, outros países iniciaram celebrações oficiais para os nascituros, como a Argentina com o Dia do nascituro em 1998, e o Chile com o Dia do nascituro, Guatemala com o Dia Nacional do nascituro e a Costa Rica com o Dia Nacional da Vida antes do nascimento, tudo em 1999. A Nicarágua começou a observar o Dia do Nascimento em 2000, a República Dominicana em 2001, o Peru em 2002, Paraguai em 2003, as Filipinas em 2004, Honduras em 2005, Equador em 2006, e Porto Rico em 2018. O Chile começou a comemorar o Dia do Nascimento e Adoção em 2013. A promoção do Dia Internacional do Nascituro foi endossada pelos Cavaleiros de Colombo.